# Corona (bia)
Corona Extra (cách điệu: Corona. Extra) là tên một hãng bia lager của công ty Cervecería Modelo, México. Corona là một trong những thương hiệu bia bán chạy nhất trên toàn thế giới.
Riêng tại Hoa Kỳ, Corona Extra là một trong những hãng đồ uống bán chạy nhất từ năm 1998.

## Đóng gói
Bia được đóng chai với nhiều kích cỡ khác nhau, chai nhỏ từ 207 ml (7,0 fl oz Mỹ; 7,3 fl oz Anh) tới chai lớn 940 ml (31,8 fl oz Mỹ; 33,1 fl oz Anh).
Riêng ở Tây Ban Nha, bia có tên là Coronita (nghĩa đen: vương miện nhỏ).

## Hiệu ứng trùng tên
Trong đợt bùng phát đại dịch COVID-19, Corona chịu thiệt hại khoảng $170 triệu USD do trùng tên với virus gây đại dịch này. Theo một báo cáo của tờ CNN, 38% người Mỹ không uống bia này vì nhầm lẫn với coronavirus và nghi ngờ uống bia Corona sẽ bị nhiễm bệnh.

## Hình ảnh

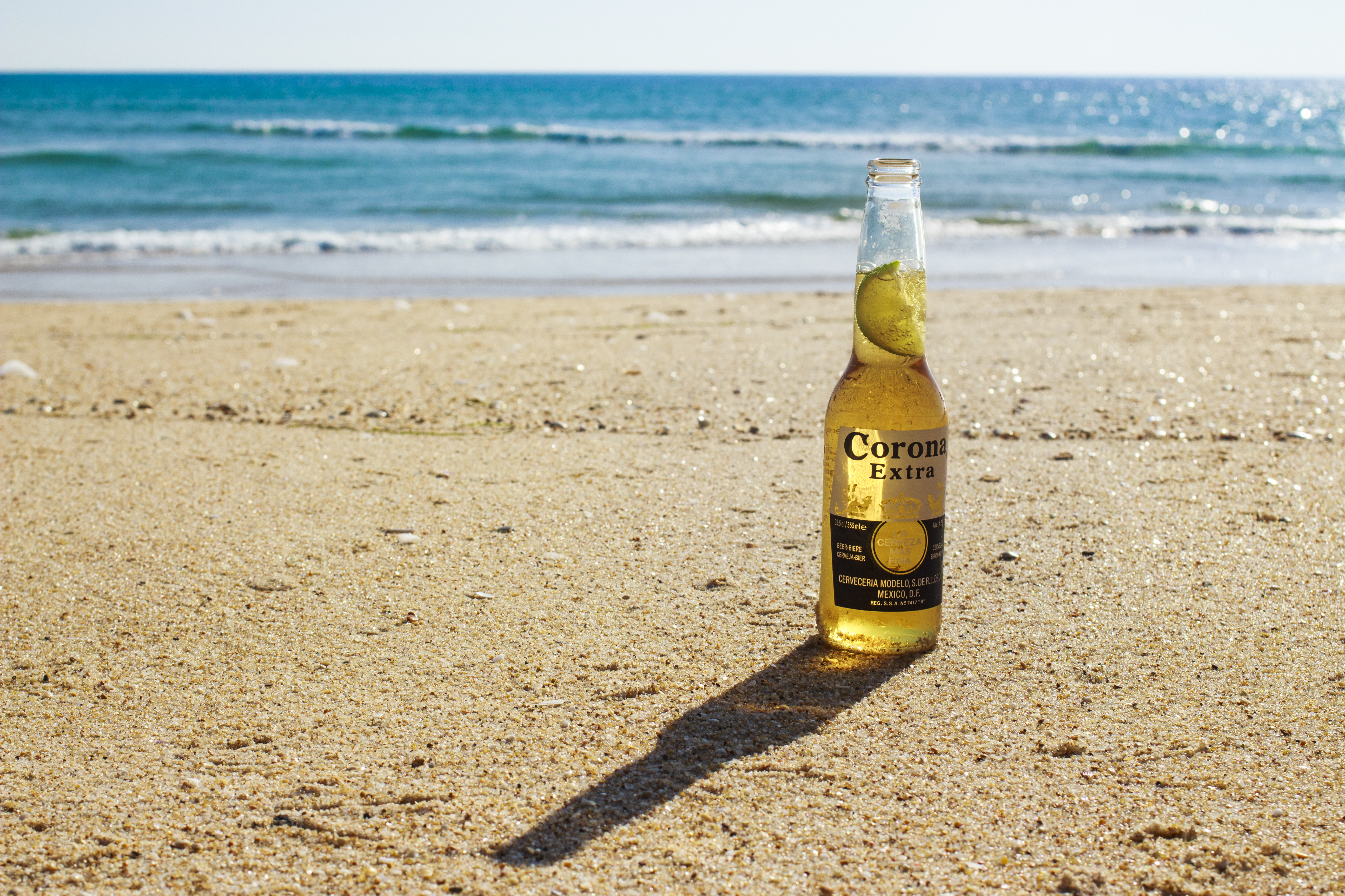
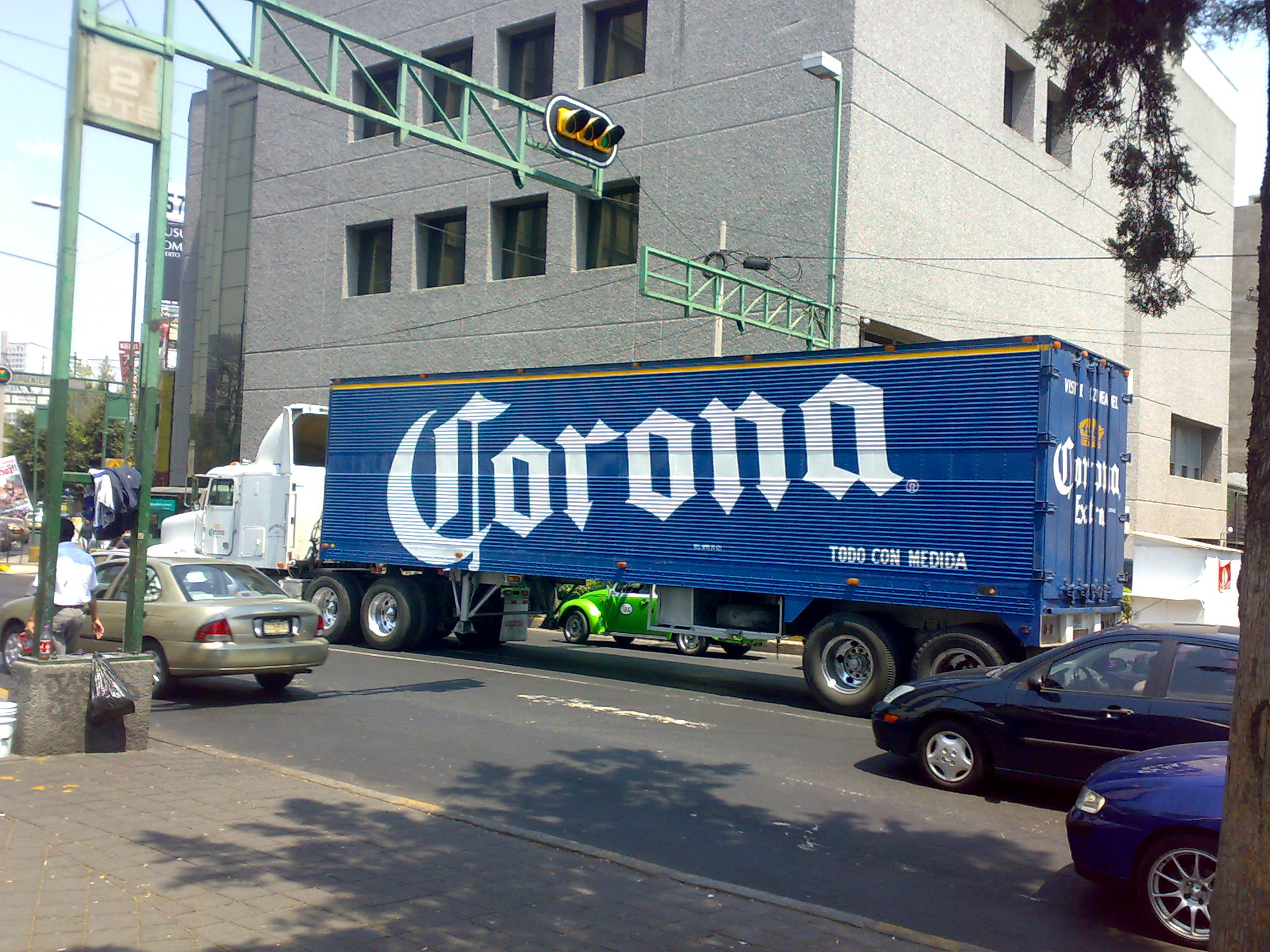
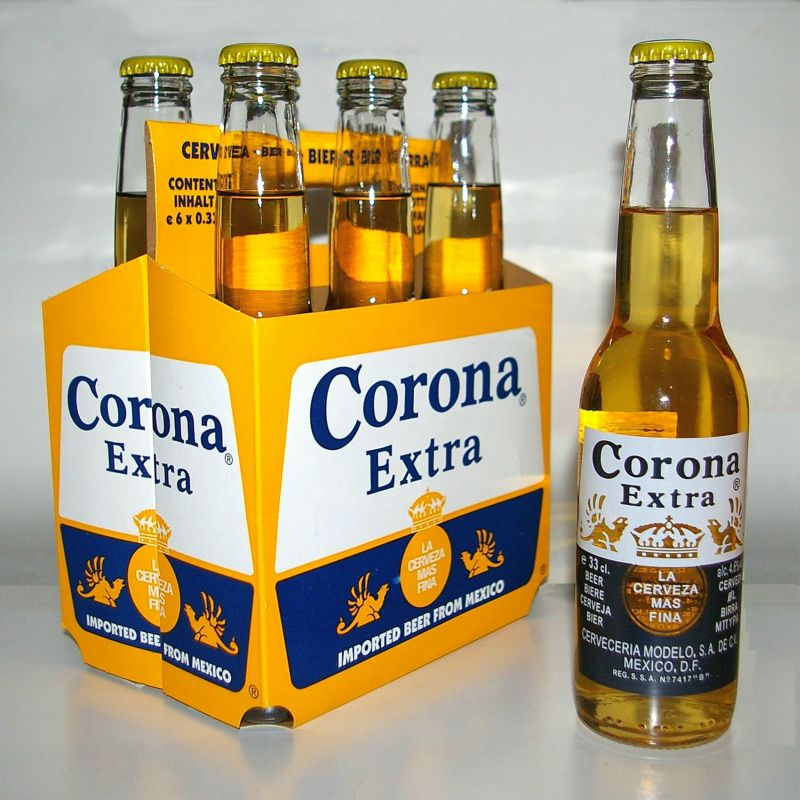